# Surup
Surup (aussi connue sous le nom de Surop) est une localité de la municipalité de Governor Generoso, Davao oriental, région de Davao, sur l’île de Mindanao, aux Philippines.

## Géographie
Les villes les plus proches de Surup sont :
- Pondaguitan, à 4,82 km au Sud-Est ;
- Nangan, à 9,45 km au Nord ;
- Tiblawan, à 10,62 km au Nord-ouest
- Luzon, à 15,4 km au Nord ;
- Magdug, à 18,36 km au Nord ;
- Tibanbang, à 27,18 km au Nord ;
- Sigaboy, à 30,42 km au Nord[5],[6],[7] ;
- La Union, à 35,47 km au Nord[6],[7].

Surup est à 96 km de Davao et à 1070 km de Manille, la capitale du pays.
Ville côtière, Surup possède de belles plages de sable, qui attirent les amoureux de la nature pour admirer de superbes couchers de soleil. 

## Climat
Surup bénéficie d’un climat tropical, avec des températures chaudes et une végétation luxuriante toute l’année. Les meilleurs mois pour visiter Surup sont janvier à décembre, avec une température variant entre 25° C et 29° C et de rares précipitations

## Population
Surup compte environ 2120 habitants (2119 habitants exactement en 2017),, ce qui la place au 3876e rang des localités les plus peuplées aux Philippines.

## Transports
Les aéroports les plus proches de Surup sont :
- l’aéroport de Mati (anciennement aéroport Imelda R. Marcos), avec une distance de 63[3] ou 64[7] km entre l’aéroport et le centre-ville de Surup ;
- l’aéroport international Francisco Bangoy de Davao, à une distance de 99 km[3],[7] ;
- l’aéroport international de General Santos, à une distance d’environ 110 km[3] (122 km selon d’autres sources[7])